# سيراس س. ميلر
سيراس س. ميلر (بالإنجليزية: Cyrus C. Miller)‏ هو لاعب اللاكروس أمريكي، ولد في 2 نوفمبر 1866، وتوفي في 21 يناير 1956.